# Cérvol porquí
El cérvol porquí (Axis porcinus) és un cérvol petit l'hàbitat del qual s'esténdes del Pakistan fins al sud-est asiàtic continental, passant pel nord de l'Índia. N'hi ha dues subespècies: Axis porcinus porcinus, que viu a gran part de les planes indogangètiques del Pakistan, el nord de l'Índia, el Nepal, Bangladesh, el sud-oest de la província xinesa de Yunnan i fins a l'oest de Tailàndia; i Axis porcinus annamiticus, que viu a Tailàndia i Indoxina.
També n'existeixen poblacions introduïdes a Austràlia, els Estats Units i Sri Lanka. El cérvol porquí deu al seu nom perquè corre a través dels boscos de manera similar als porcs, amb el cap baix per tal de poder passar per sota dels obstacles en lloc de saltar per sobre com la majoria d'altres cérvols.

## Taxonomia
Cervus porcinus va ser el nom científic utilitzat per Eberhard August Wilhelm von Zimmermann el 1777 i el 1780, basat en una descripció anterior de cérvols indis portats a Anglaterra des de l'Índia. Va ser col·locat en el gènere Axis per William Jardine el 1835 i per Brian Houghton Hodgson el 1847. El 2004, es va proposar col·locar-lo al gènere Hyelaphus. La proposta no ha estat acceptada, i la majoria dels autors la mantenen sota Axis. Una subespècie, A. p. annamiticus, antigament es considerava la seva pròpia espècie, però ara es considera generalment la mateixa espècie que A. porcinus.